# Green Lantern (série télévisée d'animation)
Pour les articles homonymes, voir Green Lantern (homonymie).
Green Lantern (Green Lantern: The Animated Series) est une série télévisée d'animation américaine en images de synthèse en 26 épisodes de 22 minutes, développée par Bruce Timm, Giancarlo Volpe (en) et Jim Krieg (en) et diffusée du 11 novembre 2011 au 16 mars 2013 sur Cartoon Network. Elle raconte les histoires des héros Green Lantern de l'éditeur DC Comics.
En France, la série a été diffusée en septembre 2012 jusqu'à l'épisode 12 sur France 4, mais a ensuite repris la série à partir de son épisode pilote, laissant ainsi inédit l'épisode 13, final du premier arc narratif. L'acteur français Marc Alfos, qui doublait Kilowog, est décédé en août 2012 et le doublage a été suspendu le temps de lui trouver un successeur. Les 14 derniers épisodes ont ensuite été diffusés en mars 2013.
Au Québec, la série est diffusée sur Télétoon.

## Synopsis
À la frontière de l'Univers, un membre du Corps des Green Lantern est assassiné par deux Red Lantern. Sur Oa, Hal Jordan emprunte aux Gardiens de l'Univers leur nouveau prototype de vaisseau.
Accompagné de Kilowog et de l'intelligence artificielle Aya, il doit lutter contre les adeptes de la force rouge.

## Distribution

### Voix originales
- Josh Keaton : Hal Jordan / Green Lantern
- Kevin Michael Richardson : Kilowog
- Jason Spisak : Razer
- Grey DeLisle : Aya

### Voix françaises
- Pierre Tessier :  Hal Jordan / Green Lantern
- Marc Alfos (1re voix) puis Paul Borne (2e voix) : Kilowog
- Céline Melloul : Aya et Carol Ferris
- Alexandre Gillet : Razer et Bith Rok
- Thierry Murzeau : Atrocitus, Kothak, Zartok, Mogo, l'Anti-Monitor, les Manhunters et Larfleeze
- Jean-Claude Donda : Zilius Zox, Sinestro, Appa Ali Apsa, Salaak, Chaselon, Goggan (1re voix) et Veon
- Nicolas Marié : Ganthet, Shyir Rev, Guy Gardner, Goggan (2e voix), Tomar-Re, Lanos et Saint Walker
- Isabelle Leprince : Scar
- Mathias Kozlowski : Ragnar
- Mark Lesser : Steam Lantern
- Kelvine Dumour : Reine Aga'po, Bleez, Scar (voix de remplacement) et Lady Catherine
- Odile Schmitt : Sayd, Iolande, Druza, Bleez (voix de remplacement) et Galia
- Camille Donda : Ghia'ta et Vinessa Swelter

- Version française
  - Studio de doublage : Dubbing Brothers
  - Direction artistique : Céline Krief
  - Adaptation : Philippe Berdah, Pierre-Édouard Dumora[1]

## Production

### Développement
La création de chaque épisode fait l'objet de nombreuses discussions entre les producteurs Giancarlo Volpe et Jim Krieg et les réalisateurs Sam Liu et Jim Morales. Bruce Timm intervient également dans la validation des scénarios (malgré une grande liberté laissée aux auteurs), le découpage des épisodes, l'animation et la post-production, mais est surtout impliqué dans les designs, dont il valide en effet personnellement la majeure partie.
L'écriture des scénarios est réalisée afin de faire émerger une histoire intelligente et bien écrite, qui accroche les adultes, tout en conservant l'humour et la légèreté destinés aux enfants.
La série prend place dans l'univers DC Nation, qui inclut d'autres séries télévisées (Beware the Batman, La Ligue des Justiciers : Nouvelle Génération) ainsi que des courts-métrages. Afin de gagner du temps pour ces autres émissions, des scènes de certains épisodes ont dû être supprimées.

### Fiche technique
- Titre original : Green Lantern: The Animated Series
- Titre français : Green Lantern
- Réalisation : Jim Krieg, Sam Liu, Rick Morales
- Musique : Frederik Wiedmann
- Production : Bruce Timm, Jim Krieg (en), Sam Register et Giancarlo Volpe (en)
- Durée : 22 minutes

### Bande originale
En août 2012, la maison de disque La-La Land Records a mis en vente un CD audio regroupant les différentes musiques de la série, composées par Frederik Wiedmann.
D'une durée totale de 71 minutes, il regroupe 36 pistes différentes et débute par le thème principal de la série.
Un second volume voit le jour en juillet 2013.

### Inspirations
Comme chaque série d'animation de DC Comics, les animateurs et réalisateurs intègrent de nombreux références aux épisodes et s'inspirent de différents médias.
Ainsi, le vaisseau Interceptor est inspiré directement de l'Enterprise de la série Star Trek (dont le producteur Jim Krieg est fan) et cette version du héros Hal Jordan emprunte beaucoup au commandant Kirk.
De même, le pitch du départ, limité par le nombre de personnages pouvant être mis en scène du fait de l'animation en images de synthèse, a été inspiré par le scénario de la série télévisée Les Rats du désert.
L'épisode Une drôle de cargaison, quant à lui, contient des références à L'Aventure du Poséidon et Perdus dans l'espace. Des hommages aux films Le Trou noir et Alien sont également mentionnés.

## Épisodes
La série est constituée de 26 épisodes, répartis en deux arcs narratifs de 13 épisodes chacun.
1. Craignez la lumière des Green Lantern, première partie (Beware My Power (Part 1))
2. Craignez la lumière des Green Lantern, deuxième partie (Beware My Power (Part 2))
3. La Colère de Razer (Razer's Edge)
4. Une drôle de cargaison (Into the Abyss)
5. Duel pour le trône (Heir Apparent)
6. La Planète perdue (Lost Planet)
7. Règlement de comptes (Reckoning)
8. Le Cristal jaune (Fear Itself)
9. Le Pouvoir de l'amour (...In Love and War)
10. L'espoir fait vivre (Regime Change)
11. La Cage aux oiseaux (Flight Club)
12. Invasion (Invasion)
13. Le Retour (Homecoming)
14. Le Nouveau (The New Guy)
15. Réactivation (Reboot)
16. Une autre époque (Steam Lantern)
17. Lueur d'espoir (Blue Hope)
18. Un vent de folie (Prisoner of Sinestro)
19. Regrets (Loss)
20. La Colère d'Aya (Cold Fury)
21. Babel (Babel)
22. L'amour est un champ de bataille (Love is a Battlefield)
23. Larfleeze (Larfleeze)
24. Blessure (Scarred)
25. Ranx (Ranx)
26. Un monde meilleur (Dark Matter)

## Personnages
Hal Jordan
C'est un des Green Lantern les plus puissants. Il fait équipe avec son coéquipier et ami Kilowog et intégrera Razer, un Red Lantern, dans son équipe, ayant confiance en lui.
Kilowog
C'est un des Green Lantern les plus connus. Il fait équipe avec Hal Jordan, Razer et Aya.
Aya
Elle est l'intelligence du vaisseau qui s'est fabriquée un corps pour devenir Green Lantern.
Razer
C'est un Red Lantern qui n'est pas sous les ordres d'Atrocitus mais sous ceux de Hal Jordan. Il rallie le groupe car Hal Jordan lui a sauvé la vie et lui fait confiance.
Atrocitus
Il est le chef suprême des Red Lanterns. Il rêve de se venger des gardiens qu'il croit à l'origine du massacre de son peuple. Il est le premier Red Lantern à avoir maîtrisé la force rouge de la colère.

## Distinctions

### Récompenses
La série a été nommée à deux reprises lors de la cérémonie des Annie Awards 2011 pour les catégories :
- Best General Audience Animated TV Production
- Music in a Television Production

## Produits dérivés

### Bandes dessinées
Une série de comics dérivés de la série est publiée chez DC Comics à partir de juin 2012 (excepté son numéro "0" pilote sorti en janvier 2012). Elle raconte des histoires inédites et peut faire référence aux évènements des épisodes.
Aucune publication en français n'a, à ce jour, été annoncée.
| N°  | Titre original                    | Scénariste(s)                    | Dessinateur                     | Publication (VO) |
| --- | --------------------------------- | -------------------------------- | ------------------------------- | ---------------- |
| 0   | True Colors                       | Art Baltazar                     | Dario Brizuela                  | Janvier 2012     |
|     |                                   |                                  |                                 |                  |
| 1   | Counterfeits                      | Art Baltazar                     | Dario Brizuela                  | Juin 2012        |
|     |                                   |                                  |                                 |                  |
| 2   | The Invisible                     | Art Baltazar                     | Dario Brizuela                  | Juillet 2012     |
|     |                                   |                                  |                                 |                  |
| 3   | Bounty Hunter                     | Art Baltazar                     | Dario Brizuela                  | Août 2012        |
|     |                                   |                                  |                                 |                  |
| 4   | Tattoo You                        | Ivan Cohen                       | Luciano Vecchio                 | Septembre 2012   |
|     |                                   |                                  |                                 |                  |
| 5   | Trouble in the Arena              |                                  |                                 | Octobre 2012     |
| TPB | Green Lantern Animated TBB (#1-5) | Art Baltazar, Franco, Ivan Cohen | Dario Brizuela, Luciano Vecchio | Janvier 2013     |
|     |                                   |                                  |                                 |                  |

### Figurines et statuettes
Trois statuettes reprenant des personnes de la série animée ont été mises en vente : il s'agit de Hal Jordan, Atrocitus et Saint Walker.
Par ailleurs, en mars 2012 aux États-Unis, la chaine de restauration McDonald's a intégré à ses Happy Meal une série de jouets (Hal, Atrocitus, Razer, l'Interceptor, ainsi que la masque et la bague des Green Lantern).

## Différences par rapport aux comics
- Contrairement au comics, les Red Lantern gardent leur raison et ne sont pas "zombifiés" par l'anneau. De plus ils ne meurent pas quand on leur retire leurs anneaux (cela les fait quand même souffrir).

- Ce n'est pas Mogo qui guide les anneaux jusqu'à leur futur porteur, mais les gardiens d'Oa, Mogo ne faisant pas encore partie du corps des Green Lantern jusqu'à l'épisode La Planète Perdue.

- Ce n'est pas Ganthet et Sayd qui fondent le Corps des Blue Lantern, mais Ganthet seul, Sayd est toujours membre des gardiens.
- L'Anti-Monitor est dans la série un robot créé par Krona, alors que dans le comics il est un habitant de l'univers d'anti-matière.